# Moritz Leu
Moritz Leu (* 1990) ist ein deutscher Schauspieler.

## Leben
Erste Bühnenerfahrungen machte Leu 2011 am Hamburger Thalia Theater in dem Stück (K)ein Ausschlachten bitte! Oder…. Weiterhin gastierte er am Hamburger Schauspielhaus und dem Ernst-Deutsch-Theater.
Sein Fernsehdebüt gab Leu in einer Folge der Pfefferkörner, danach sah man ihn im Großstadtrevier, bei der SOKO Köln oder in der Tatort-Episode Château Mort. Daneben stand Leu für die Kinofilme Der Nachtmahr und Mein Bruder heißt Robert und ist ein Idiot sowie für das Fernsehdrama Gladbeck vor der Kamera.
Im Kinofilm Vier Könige von Theresa von Eltz verkörperte Leu den in sich gekehrten Fedja, einen gebürtigen Georgier, der sich entwurzelt fühlt und von seinen Mitschülern gequält wurde.
2019 gewann er den Schauspielpreis der HFF München als bester Nachwuchsschauspieler für die Hauptrolle „Florian“ in Schlaf gut, du auch, ein Film des Regisseurs Christian Knie.

## Filmografie (Auswahl)
- 2012: Die Pfefferkörner – Hortensienschneider (Fernsehserie)
- 2013: Großstadtrevier – Fracht aus Abidjan (Fernsehserie)
- 2013: Notruf Hafenkante – Der Schuss (Fernsehserie)
- 2014: Heiter bis tödlich: Morden im Norden – Blumenopfer (Fernsehserie)
- 2014: Bis zum Ende der Welt
- 2015: SOKO Köln – Die Frau im Bus (Fernsehserie)
- 2015: Tatort – Château Mort (Fernsehreihe)
- 2015: Alarm für Cobra 11 – Die Autobahnpolizei – Angst (Fernsehserie)
- 2015: Der Nachtmahr
- 2015: In aller Freundschaft – Bittere Wahrheiten (Fernsehserie)
- 2015: 4 Könige
- 2016: Emma nach Mitternacht – Der Wolf und die sieben Geiseln (Fernsehreihe)
- 2016: SOKO Wismar – Rote Erna (Fernsehserie)
- 2016: Helen Dorn – Gefahr im Verzug (Fernsehreihe)
- 2016: Neben der Spur – Amnesie
- 2016: Morden im Norden – Im Netz (Fernsehserie)
- 2017: Bettys Diagnose – Unverhofft (Fernsehserie)
- 2017: Zarah (Fernsehserie)
- 2017: Die Kanzlei – Nacht und Nebel (Fernsehserie)
- 2017: Bruder: Schwarze Macht (Fernsehserie)
- 2018: Nord Nord Mord – Clüver und der leise Tod (Fernsehreihe)
- 2018: Solo für Weiss – Es ist nicht vorbei (Fernsehreihe)
- 2018: Mein Bruder heißt Robert und ist ein Idiot
- 2018: Gladbeck (Fernsehfilm)
- 2018: SOKO Potsdam – Das Geständnis (Fernsehserie)
- 2018: Die Spezialisten – Im Namen der Opfer – Der Verrat (Fernsehserie)
- 2018: Familie Dr. Kleist – Eine Frage des Vertrauens (Fernsehserie)
- 2019: Schlaf gut, du auch
- 2019: Was wir wussten – Risiko Pille
- 2020: Notruf Hafenkante – Pick-Up-Artist (Fernsehserie)
- 2021: Tatort – Rettung so nah
- 2021: SOKO Wismar – Rund, drall und so süß (Fernsehserie)
- 2021: Wolfsland: Die traurigen Schwestern
- 2022: SOKO Hamburg – Erntezeit (Fernsehserie)

## Theater
- 2011: (K)ein Ausschlachten Bitte! Oder..., Regie: Alina Gregor, Thalia Theater
- 2012: Glück gehört dazu, Regie: Michael Müller, Deutsches Schauspielhaus
- 2012: Ein Boy ist eben ein Boy, Regie: Michael Müller, Deutsches Schauspielhaus
- 2013/14: Jumpy, Regie: Torsten Fischer, Ernst Deutsch Theater
- 2018–2019: Vincent will Meer, Regie: Ralph Bridle, Hamburger Kammerspiele